# Jabung (Gantiwarno)
Jabung is een bestuurslaag in het regentschap Klaten van de provincie Midden-Java, Indonesië. Jabung telt 2818 inwoners (volkstelling 2010).